# تامارا تیخننا
تامارا تیخننا (روسی: Тамара Петровна Тихонина؛ ۲۲ فوریهٔ ۱۹۳۷ – ۱۷ ژوئیهٔ ۲۰۰۴) بازیکن والیبال اهل اتحاد جماهیر شوروی سوسیالیستی بود.